# Пулитцеровская премия 1972 года
Ниже представлены лауреаты Пулитцеровской премии за 1972-й год.
Информация для этой статьи взята с официального сайта премии.

## Журналистика
- За служение обществу
  - Нью-Йорк Таймс, за публикацию «Документов Пентагона»
- За выдающуюся подачу сенсационного материала
  - Ричард Купер[англ.] и Джон Макачек[англ.] из газеты Рочестер Таймс-Юнион[англ.] «за освещение тюремного бунта в Аттике[англ.]»
- За выдающееся расследование
  - Тимоти Лиланд (Timothy Leland), Джерард М. О`Нейл (Gerard M. O’Neill), Стивен А. Куркьян (Stephen A. Kurkjian) и Энн Дизэнтис (Ann Desantis) из Бостон Глоуб «за разоблачение широких коррупционных связей в Сомервилле, штат Массачусетс»
- За раскрытие национальной темы
  - Джек Андерсон[англ.], внештатный колумнист, «за разбор политики решений, принимавшихся американским правительством в ходе Индо-Пакистанской войны 1971-го года»
- За международный репортаж
  - Питер Р. Канн из Уолл Стрит Джорнел «за освещение Индо-Пакистанской войны 1971-го года»
- За комментарий
  - Майк Ройко из газеты Чикаго Дейли Ньюс[англ.] «за колонки в течение 1971-го года»
- За художественную критику
  - Фрэнк Петерс[англ.] из газеты Сент-Луис Пост-Диспэтч[англ.] «за музыкальную критику в течение 1971-го года»
- За редакционный комментарий
  - Джон Строхмейер[англ.] из газеты «Бетлехем Глоуб-Таймс» (Bethlehem Globe-Times) «за редакционную кампанию по снижению расовой напряженности в Бетлехеме, штат Пенсильвания»
- За карикатуры[англ.]
  - Джеф Макнелли[англ.] из Ричмонд Ньюс-Лидер[англ.] «за редакции карикатур в течение 1971-го года»
- За новостную фотографию
  - Хорст Фаас и Майкл Лоран[англ.] из Ассошиэйтед Пресс "за серию фотографий «Смерть в Дакке»
- За художественную фотографию
  - Дэвид Кеннерли[англ.] (Юнайтед Пресс Интернейшнл) «за драматические фотографии Войны во Вьетнаме в 1971-м году»